# Schistostege transiens
Schistostege transiens är en fjärilsart som beskrevs av Otto Staudinger 1920. Schistostege transiens ingår i släktet Schistostege och familjen mätare. Inga underarter finns listade.